# Angel (film 1982)
Angel  è un film del 1982 diretto da Neil Jordan.